# Belo Oriente
Belo Oriente este un oraș în unitatea federativă Minas Gerais (MG), Brazilia.